# Educação na Bahia
A educação na Bahia, assim como no resto do Brasil, no sentido formal e escolar, começou com os jesuítas. Por muito tempo ficaram como responsáveis únicos ministrando um ensino totalmente influenciado pela cultura e religião europeia (cristianismo), mas mais tarde com a reforma Góes Calmon, a educação ganhou a cara da sociedade baiana.

## História

### Período jesuítico

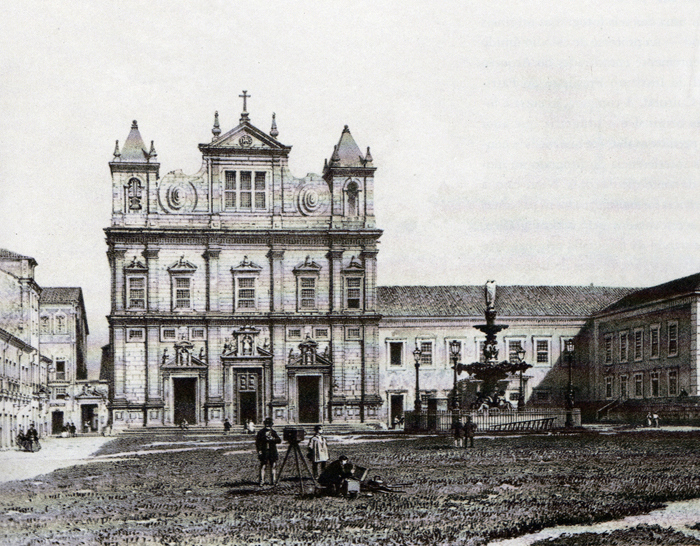
Litografia fotografada sobre o Colégio dos Jesuítas na Bahia, no século XIX.

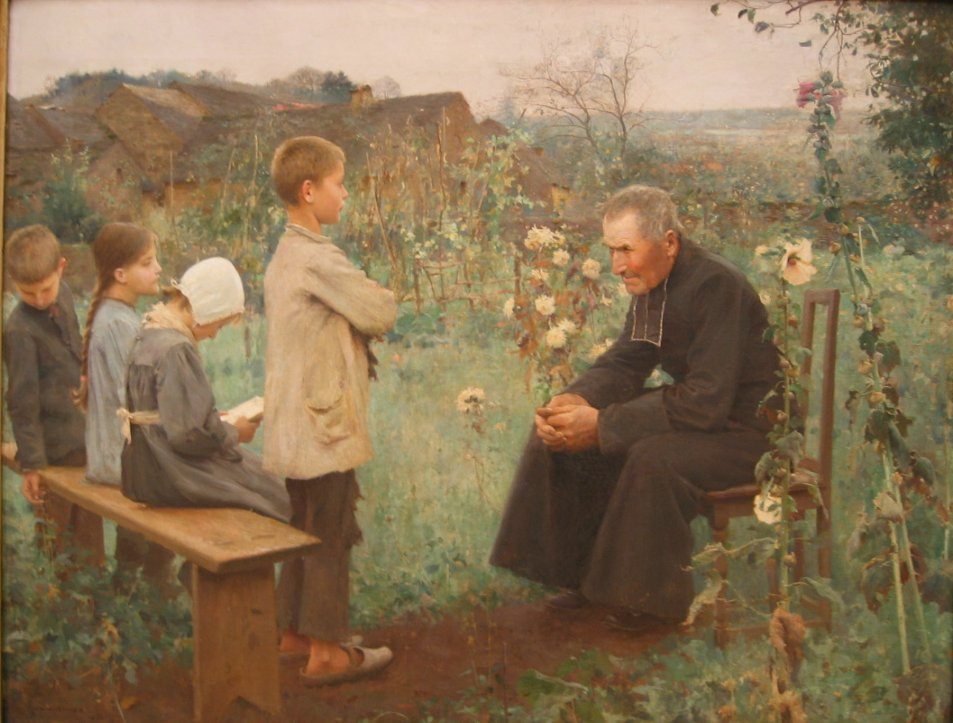
O quadro La leçon de cathéchisme, do pintor Jules-Alexis Muenier em 1890, retratando a catequese.

Como aconteceu em todo o Brasil Colônia, a educação começou com os jesuítas, os quais foram de grande importância no processo de colonização, pois fazia parte de seus ensinamentos convencer e converter os indígenas e negros à cultura e religião européia portuguesa.
Os jesuítas chegaram à Bahia com Tomé de Sousa e por cerca de dois séculos foram os únicos responsáveis pelo ensino. Partindo de Salvador pra o resto do estado e do país, se dedicaram à catequese e ao magistério, construindo escolas, nas quais se catequizavam também colonos e filhos de senhores de engenho.
Além da alfabetização (ler e escrever), existiam os cursos de Letras, de Filosofia e Ciências e Teologia e Ciências Sagradas. Para fazer outros cursos, era preciso ir para a Europa, mas poucos podiam. Em toda a Bahia, havia sete classes de instrução, em que na primeira se ensinava gramática portuguesa; na segunda língua latina, sintaxe e sílaba na terceira; na quarta retórica; na quinta matemática; filosofia na sexta; e na sétima teologia moral. Além disso, filosofia era ensinada nos conventos como o do Carmo e o de São Francisco.
O ensino jesuíta era apenas o conhecimento geral e básico valorizado pelos europeus, não possuía ligação nenhuma à colônia e sua sociedade agrária e comercial. Esse ensino passou a ser ministrados apenas aos filhos da elite, excluindo o povo da educação.
Mais tarde, apesar de serem expulsos, continuaram por certo tempo a manter escolas pela colônia, mas o Marquês de Pombal as eliminou, pois as considerava opositoras a Portugal.

### Sob o comando da Coroa
A partir da expulsão dos jesuítas, a Coroa passou a ser o promotor responsável pela educação, e instituiu as chamadas aulas régias de Latim, Grego e Retórica, voltadas aos seus interesses, mas que tinham qualidade inferior a da jesuítica, fato que atrasou a Bahia e todo o Brasil. As intervenções do poder público da província baiana sobre a educação datam do século XIX, significando um longo tempo de desordem e falhas na educação dos baianos.
As Assembleias Legislativas Provinciais começaram a legislar sobre as questões do ensino elementar e médio somente com o Ato Adicional de 1834, que emendou a Constituição de 1824. Foi quando as aulas de régias, na Bahia, foram substituídas, em 1837, pelo Liceu Provincial, ensinando as disciplinas Filosofia Racional e Moral; Aritmética; Geometria e Trigonometria; Geografia e História; Comércio; Gramática Filosófica da Língua Portuguesa; Eloquência e Poesia; Análise e Crítica dos Clássicos; Desenho; Música; Gramática Latina; Gramática Grega; Gramática Francesa, Gramática Inglesa, Grego, Gramática Filosófica, Belas Letras, Filosofia, Retórica, Geografia.
Em 1842, a Escola Normal da Bahia começou a funcionar, formando professores do ensino elementar. Havia um turno para os meninos, os quais aprendiam instrução moral e religiosa, as artes de ler, escrever e contar bem como os elementos de pesos e medidas nacionais, e outro para as meninas, que em seus eram adicionados os cursos de costura, bordado e outros conhecimentos que auxiliasse a economia doméstica.

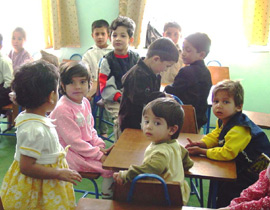
O jardim de infância

Em 1842 foi criado na Bahia o Conselho de Instrução Pública que tinha as mais diversas atribuições em relação à educação em todo o estado, nesse conselho foi criado o cargo de Diretor-geral dos Estudos, no qual se destacou Casemiro de Sena Madureira, que, entre outras coisas, idealizou o Jardim da Infância como uma cadeira para meninos de 4 a 8 anos regida sempre por uma professora que possuísse candura e amor suficientes para o trabalho.
Conhecida como Reforma Paranaguá, a reforma de 1881 criou duas escolas normais em Salvador, em regime de externato: a Escola Normal de Homens e a Escola Normal de Senhoras. A reforma criou um currículo do ensino elementar no qual entrava, pela primeira vez, elementos de ciências naturais, permitiu o sistema de ensino particular e instituiu o Conselho Superior.
Dessa reforma até as proximidades da República, houve constantes ações relacionadas às melhorias das instituições e fundação de bibliotecas, museus pedagógicos, livrarias e periódicos nas escolas normais.

### Período republicano

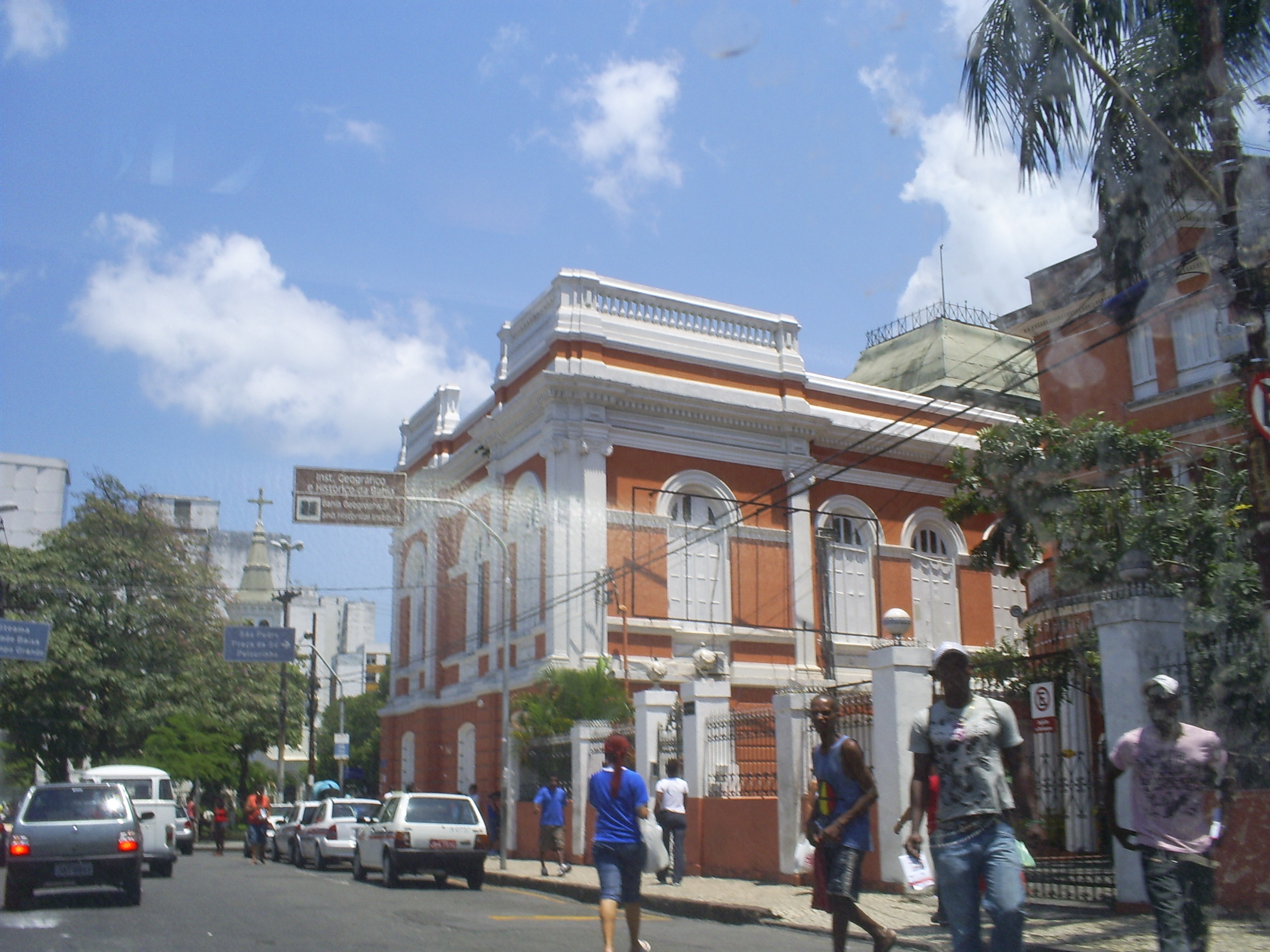
Instituto Geográfico e Histórico da Bahia, Salvador.

Com a Proclamação da República em 1889, as instituições oficiais de educação foram alteradas e as leis que regiam o ensino na antiga Província foram reformadas pelo Governo Provisório no Estado da Bahia.
Em 1890, com o regulamento elaborado pelo baiano Satyro Dias, o Conselho Superior de Ensino foi organizado e as escolas normais foram substituídas pelo Instituto Normal da Bahia. No início do século XX, nos municípios de Barra e Caetité, duraram até 1903 duas escolas normais de mesma linha organizacional e o Instituto Normal passou a ser chamado de Escola Normal.
Algumas importantes instituições de ensino foram inauguradas ainda no século XIX como a Faculdade de Direito da Bahia em 1891, o Instituto Geográfico e Histórico da Bahia em 1894, a Escola Politécnica e o Conservatório de Música em 1897.
A partir de 1918, o ensino público foi dividido em Ensino Primário, ministrado em escolas isoladas ou em grupos escolares, e Ensino Secundário, ministrado no Ginásio da Bahia.

#### Influências de Anísio Teixeira

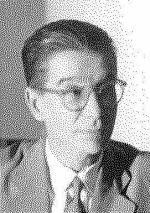
Anísio Teixeira

A reforma de 1925, conhecida como Reforma Góes Calmon e influenciada pelas ideias de Anísio Teixeira, orientou grandes mudanças na organização da educação estadual. A lei n.º 1 846 de 14 de agosto de 1925 dispunha com detalhes sobre os princípios da gratuidade e obrigatoriedade do ensino e deixava claro que o ensino na Bahia:

tem por objetivo a educação física, intelectual e moral do indivíduo de modo a formar homens aptos para a vida em sociedade e cidadãos úteis à comunhão nacional.— 
Abrangendo o ensino geral, a reforma previu o ensino infantil, primário elementar e superior, o complementar, normal, o secundário, o profissional e o especial, organizando a sucessão escolar até a formação completa do indivíduo.
No curso normal houve grande mudança no currículo, que destinava três anos de preparo científico e um de preparo profissional para o magistério, o curso formava um professor completo e proporcionava a educação integral dos alunos.
A reforma de Anísio Teixeira inovou também a administração e a fiscalização das instituições criando a Diretoria Geral da Instrução e reformando o Conselho Superior de Ensino. Criando cargos na fiscalização, melhorou a qualidade da educação, pois formou professores qualificados, fato que não ocorria desde a expulsão dos jesuítas.
Os cursos de artes e ofícios foram criados e receberam a mesma importância da educação integral, física e moral do indivíduo, o que não acontecia anteriormente, ou seja, a educação na Bahia passou a ter características próprias, uma educação fundamentada nas necessidades da sociedade baiana e formadora de indivíduos engajados às cobranças de um estado em desenvolvimento comercial e industrial.
A lei 1 846/25 estabeleceu também uma Escola de Belas Artes oficial e cursos para crianças ditas anormais, indicando a inédita preocupação do Estado com a educação de todas as classes da sociedade baiana. As ideias de Anísio Teixeira, consolidadas na reforma de 1925 marcaram profundamente a história da educação baiana e moldaram o sistema de ensino e suas instituições.
Em 1998 foi apresentado à sociedade os Parâmetros Curriculares Nacionais que segundo o então ministro da Educação e ministro do Desporto:

tem intenção de ampliar e aprofundar um debate educacional que envolva escolas, pais, governos e sociedade e dê origem a uma transformação positiva no sistema educativo brasileiro… foram elaborados procurando, de um lado, respeitar diversidades regionais, culturais e políticas existentes no país e, de outro, considerar a necessidade de construir referencias nacionais comuns ao processo educativo em todas as regiões brasileiras. Com isso, pretende-se criar condições, nas escolas, que permitam aos nossos jovens ter acesso ao conjunto de conhecimento socialmente elaborado e reconhecido como necessários ao exercício da cidadania.— 

## Modalidades e níveis de ensino

### Ensino básico público

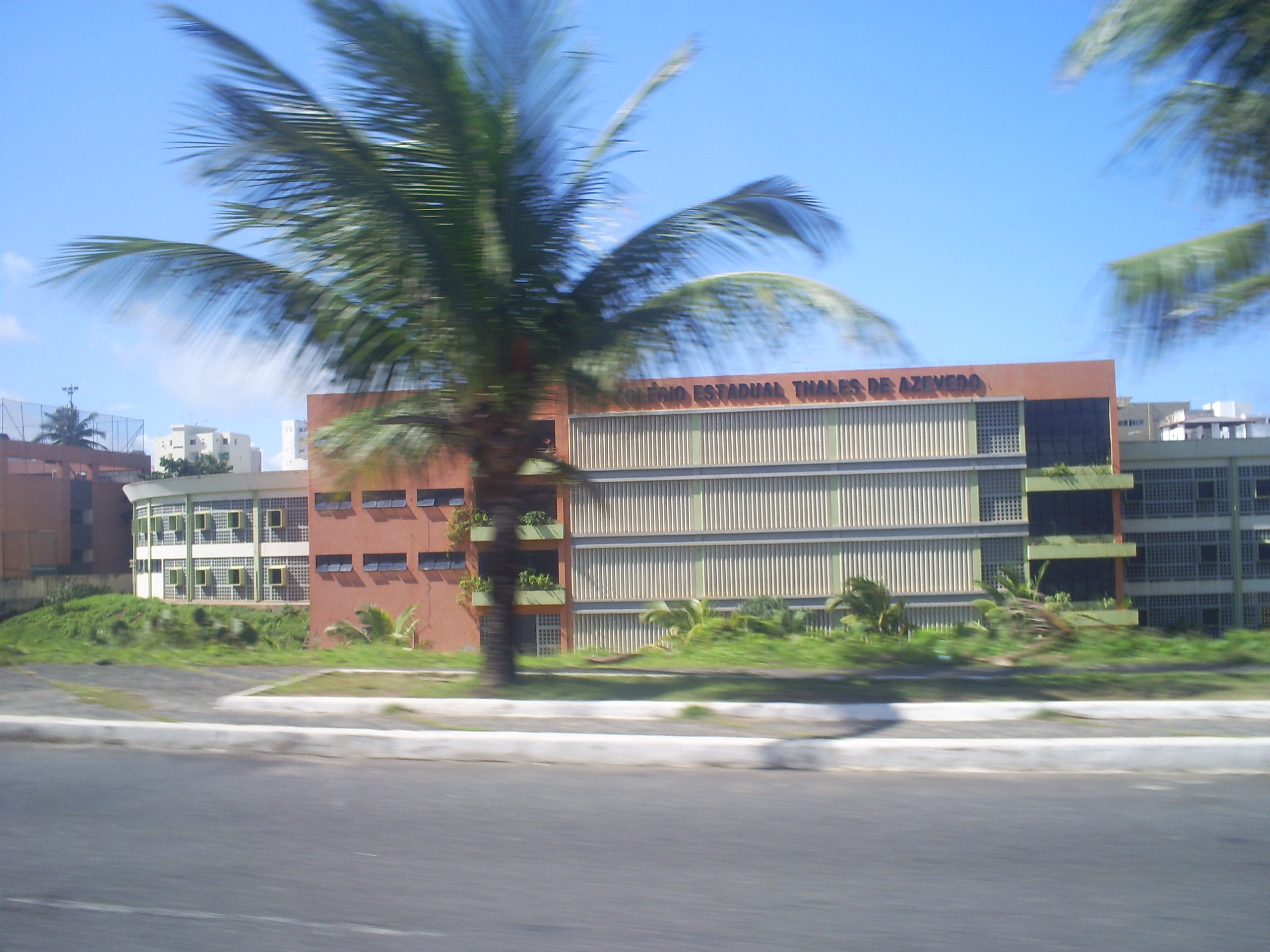
Colégio Estadual Thales de Azevedo, Salvador.

A escola pública na Bahia é basicamente estadual e municipal, sendo que o município tem uma preocupação maior com a ensino fundamental (primeiro ao quinto ano) e o governo estadual com a educação fundamental também, mas só do sexto ao nono ano, além do ensino médio. O governo federal tem pouca participação na formação direta da população, porém muitos recursos utilizados por estas instituições escolares são provenientes dos fundos federais.

### Ensino superior público

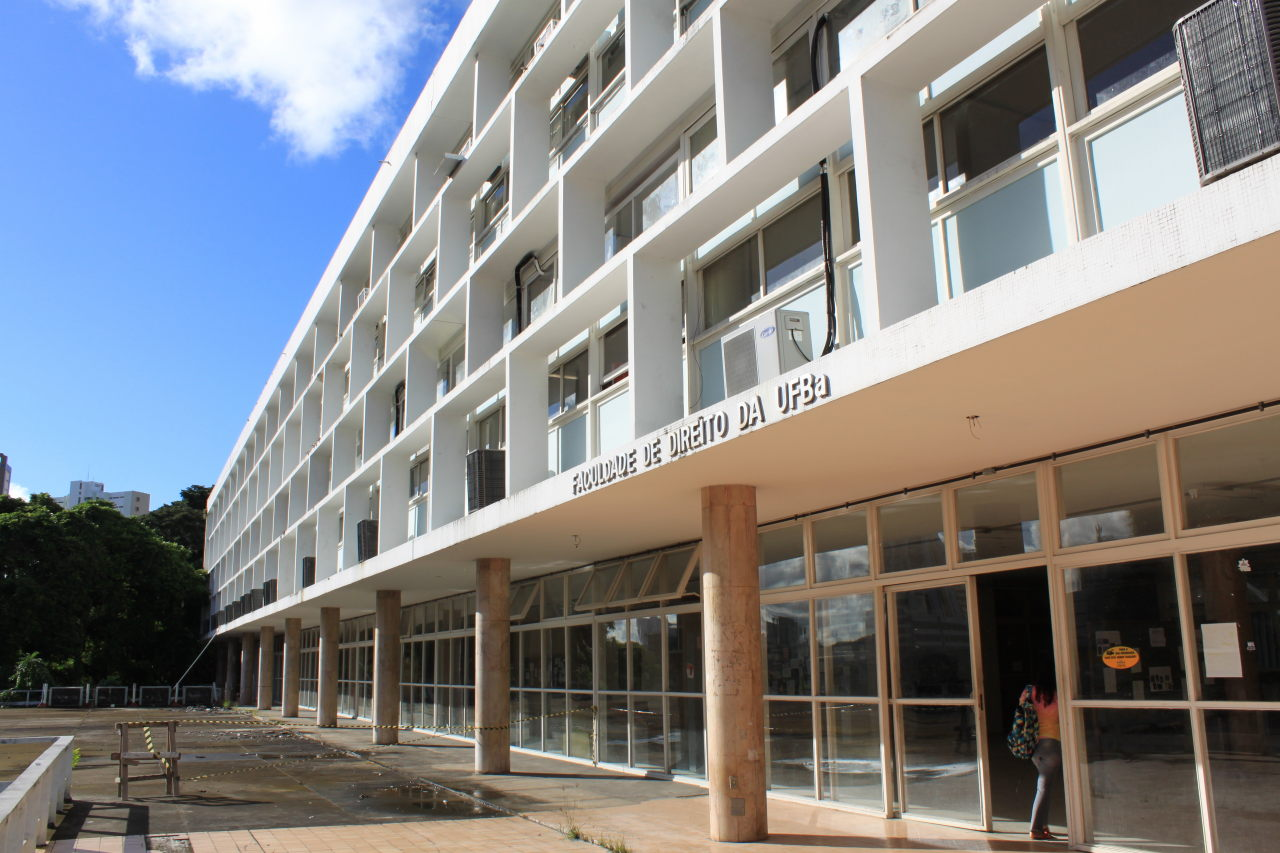
Faculdade de Direito da Universidade Federal da Bahia, no campus do Canela, Salvador.

São oito universidades públicas baianas, sendo quatro estaduais — a saber: Universidade do Estado da Bahia (UNEB), Universidade Estadual de Feira de Santana (UEFS), Universidade Estadual do Sudoeste da Bahia (UESB) e Universidade Estadual de Santa Cruz (UESC) — e quatro federais — a saber: Universidade Federal da Bahia (UFBA), Universidade Federal do Recôncavo Baiano (UFRB), Universidade Federal do Sul da Bahia (UFSB) e Universidade Federal do Oeste da Bahia (UFOB). Além dessas, o estado conta ainda com a Universidade Federal do Vale do São Francisco (UNIVASF) sediada em Petrolina, Pernambuco, que possui câmpus em Juazeiro e em Senhor do Bonfim, e com a Universidade da Integração Internacional da Lusofonia Afro-Brasileira (UNILAB) sediada em Redenção, Ceará, que possui câmpus em São Francisco do Conde.
Há propostas e projetos de criação de novas universidades públicas baianas. Há a proposta de criação de uma quinta universidade estadual baiana, a Universidade Estadual do Rio de Contas (UNERC), a partir do campus da UESB em Jequié. E de outras três universidades federais, a Universidade Federal da Chapada Diamantina (UFCD), a Universidade Federal do Litoral Norte (UFLN), e a Universidade Federal do Nordeste da Bahia (UFNB).
Ainda na rede pública, há outras duas instituições da Rede Federal de Educação Profissional, Científica e Tecnológica: o Instituto Federal da Bahia (IFBA), com doze campi e quatro núcleos avançados, e o Instituto Federal Baiano (IF Baiano), com dez campi. Foi anunciado em 2011 novas unidades do IFBA em Brumado, Euclides da Cunha, Juazeiro, Lauro de Freitas e Santo Antônio de Jesus; e do IF Baiano em Alagoinhas, Itaberaba, Serrinha e Xique-Xique.
| |  |  |
| Mapas de distribuição dos câmpus de universidades públicas estaduais, à esquerda, e federais, à direita. |  |  |

### Ensino superior privado
São duas universidade baianas privadas, a saber: Universidade Católica de Salvador (UCSal) e Universidade Salvador (UNIFACS). Elas possuem vinculações a redes internacionais, tal como UNIFACS compõe a rede Laureate International Universities.
Para além das universidades, há também outras várias instituições de ensino superior (IES). Entre os centros universitários, existem na Bahia a Centro Universitário Jorge Amado (UNIJORGE, UJ) e a Estácio FIB, a qual é hoje uma unidade da carioca Universidade Estácio de Sá.
Entre as faculdades privadas, vale destacar a Faculdade Baiana de Ciências (FABAC) e o câmpus soteropolitano da Faculdade Maurício de Nassau (FMN), ambas pertencentes ao Grupo Ser Educacional; a Faculdade Baiana de Direito; a Centro Universitário UniRuy e a ÁREA1, integrantes do YDUQS (segundo maior grupo educacional do Brasil); a Faculdade de Tecnologia e Ciências (FTC), com campus em Salvador, Feira de Santana, Itabuna, Jequié e Vitória da Conquista e a Faculdade da Cidade, ambas mantidas pelo Instituto Mantenedor de Ensino Superior da Bahia S/C Ltda (IMES), representada pela Rede FTC; as faculdades em Lauro de Freitas da União Metropolitana de Educação e Cultura (UNIME), que absorveu a Faculdade Delta (FacDelta), de Salvador, e a Faculdade do Sul (FacSul), de Itabuna, e pertence ao grupo Kroton Educacional; entre outras.

## Indicadores e dados
Em 1999 a Bahia contava com 41 798 instituições de ensino público (federais, estaduais e municipais), sem contar os particulares, sendo 13 526 destinados à educação infantil e classes de alfabetização, 27 173 ao ensino fundamental e 1 102 ao ensino médio. Havia mais de 4 593 225 alunos matriculados nessas instituições dentre os quais 385 944 na educação infantil e classes de alfabetização, 3 702 727 no ensino fundamental e 504 554 no ensino médio. O estado contava e ainda conta com quatro universidades estaduais que abrigavam, em 1999, mais de 16 mil estudantes universitários, a UNEB, a UEFS, a UESC e a UESB, e hoje já são 50 887 alunos matriculados em 375 cursos de graduação e 144 cursos de pós-graduação. Em 1999 foram matriculados 9 717 alunos nos cursos de suplência em todo o estado, curso destinado à aceleração dos estudos que não se enquadram nos padrões do ensino regular, a exemplo da idade avançada.
Sobretudo por causa das péssimas condições financeiras em que vivem a maioria dos alunos de escola pública, os índices de reprovação e abandono da escola são muito grandes. Um dos motivos do abandono é para ir trabalhar para ajudar na renda da família.
Com 97% das crianças de sete a catorze anos na escola, a Bahia já alcançou a universalização do acesso ao ensino fundamental.
Segundo a edição de julho de 2008 do Ranking Web of World Universities, somente sete instituições de ensino superior baianas estão presentes entre as 119 melhores brasileiras que fazem parte das 5 000 melhores do mundo. Reputa-se como a melhor universidade do estado da Bahia a Universidade Federal da Bahia, que é também a melhor de todo o norte e nordeste brasileiro, ocupando o 692.º lugar entre as melhores universidades do mundo, o 17.º entre as latino-americanas e o 11.º entre brasileiras. Após a UFBA, figura a UNIFACS que está na 3 560.ª posição no mundo e 76.ª no Brasil, seguida da UEFS (3 733.º no mundo e 82.º no Brasil), da UNEB (4 037.º no mundo e 92.º no Brasil), FIB (4 060.º no mundo e 93.º no Brasil), da UESC (4 835.º no mundo e 116.º no Brasil) e da UESB (4 872.º no mundo e 118.º no Brasil). Já num estudo da Folha de S.Paulo, em 2012, a Universidade Federal da Bahia aparece com a segunda melhor pontuação entre as universidades públicas do norte e nordeste.